# Šlandrova ulica, Ljubljana
Šlandrova ulica je ena izmed ulic v Ljubljani. Nahaja se v Spodnjih Črnučah nedaleč od Industrijske cone Črnuče in je poimenovana po Slavku Šlandru, slovenskem narodnem heroju.

## Urbanizem
Šlandrova ulica se prične v križišču s Cesto 24. junija in se konča v križišču s Štajersko in z Brnčičevo ulico. Od glavne ulice se odcepi več slepih ulic, ki povezujejo bližje zgradbe. Ob cesti se nahajajo zgradbe Dinosa, Mercatorja ... 

## Javni potniški promet
Po Šlandrovi ulici poteka trasa mestne avtobusne linije št. 8. 
Na vsej ulici sta dve postajališči mestnega potniškega prometa.   

### Postajališča MPP
| postajališče | št. linije |
| ------------ | ---------- |
| Šlandrova    | 8          |
| Elma         | 8          |

| postajališče | št. linije |
| ------------ | ---------- |
| Elma         | 8          |
| Šlandrova    | 8          |